# Gelmin Rivas
Gelmin Javier Rivas Boada, meglio noto come Gelmin Rivas (Cumaná, 23 marzo 1989), è un ex calciatore venezuelano, di ruolo attaccante.

## Carriera

### Nazionale
Ha esordito in nazionale nel 2010.

## Palmarès

### Club
- Campionato venezuelano: 1

Deportivo Táchira: 2014-2015
- Campionato saudita: 1

Al-Hilal: 2017-2018
- Supercoppa saudita: 1

Al-Hilal: 2018